# Campiglia Marittima
Campiglia Marittima is een gemeente in de Italiaanse provincie Livorno (regio Toscane) en telt 12.657 inwoners (31-12-2004). De oppervlakte bedraagt 83,2 km², de bevolkingsdichtheid is 152 inwoners per km².
De volgende frazioni maken deel uit van de gemeente: Campiglia, Venturina.

## Demografie
Campiglia Marittima telt ongeveer 5124 huishoudens. Het aantal inwoners steeg in de periode 1991-2001 met 0,2% volgens cijfers uit de tienjaarlijkse volkstellingen van ISTAT.
| Jaar | Inwoneraantal |
| ---- | ------------- |
| 1991 | 12.513        |
| 2001 | 12.540        |

## Geografie
De gemeente ligt op ongeveer 231 meter boven zeeniveau.
Campiglia Marittima grenst aan de volgende gemeenten: Piombino, San Vincenzo, Suvereto.

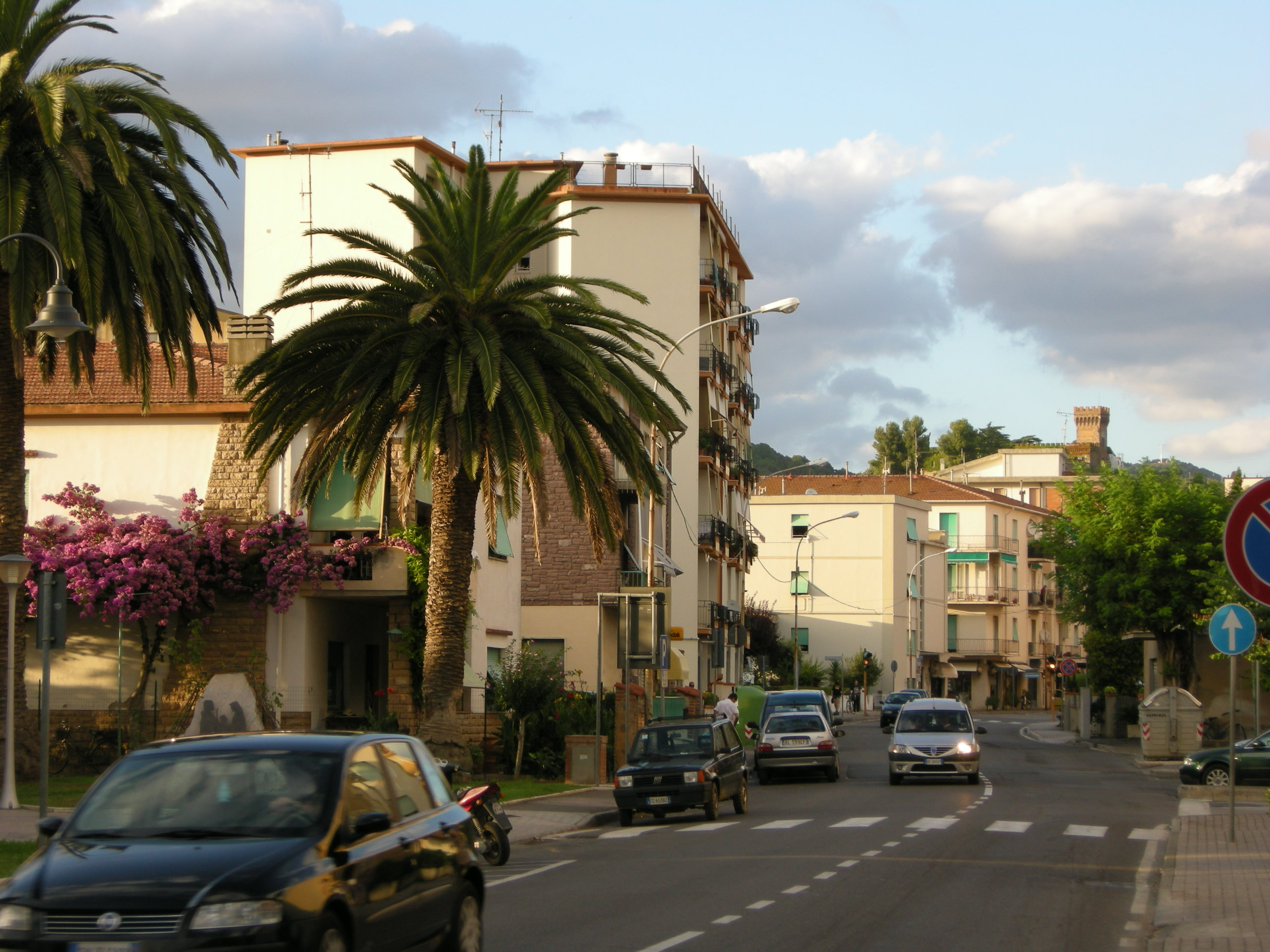
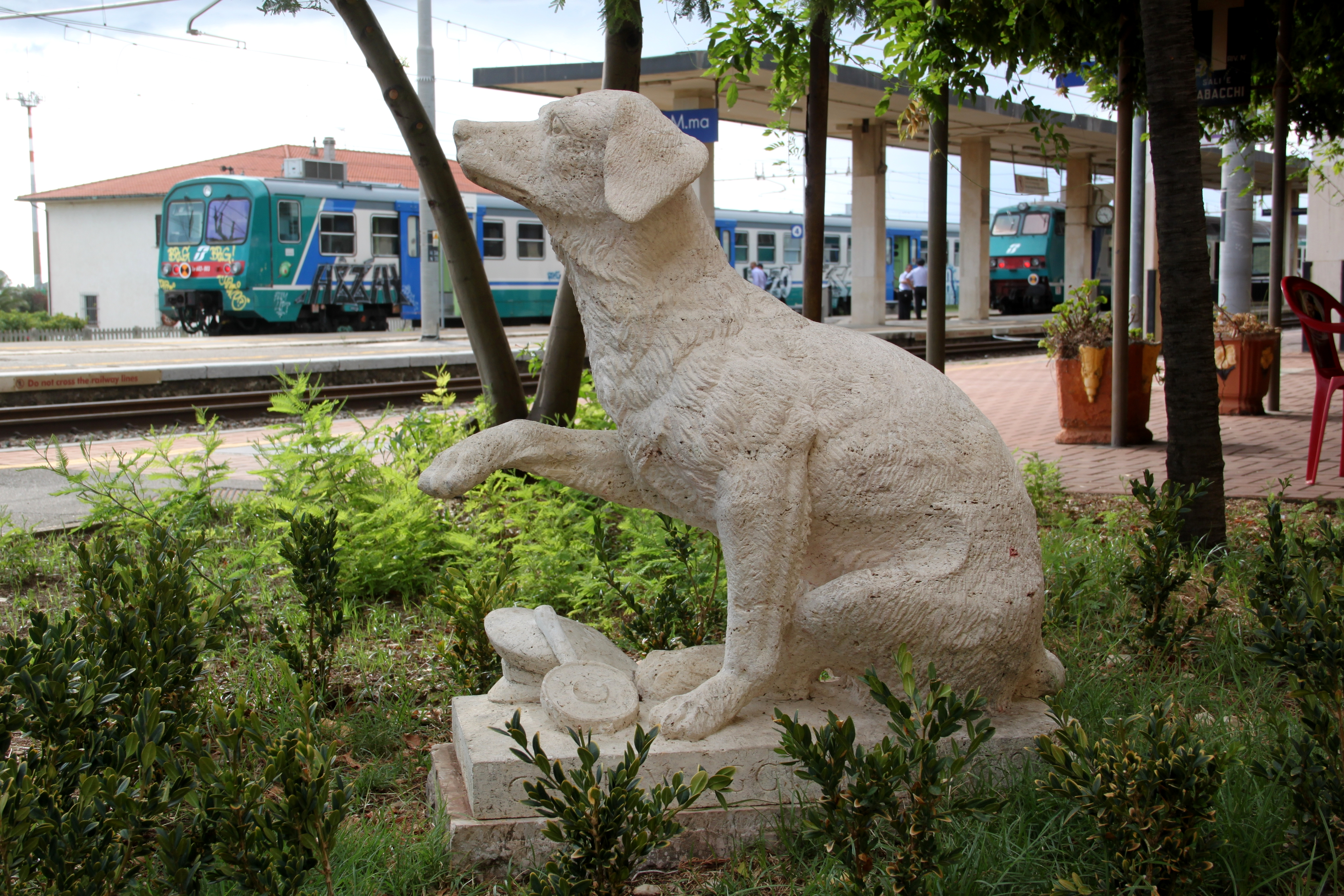
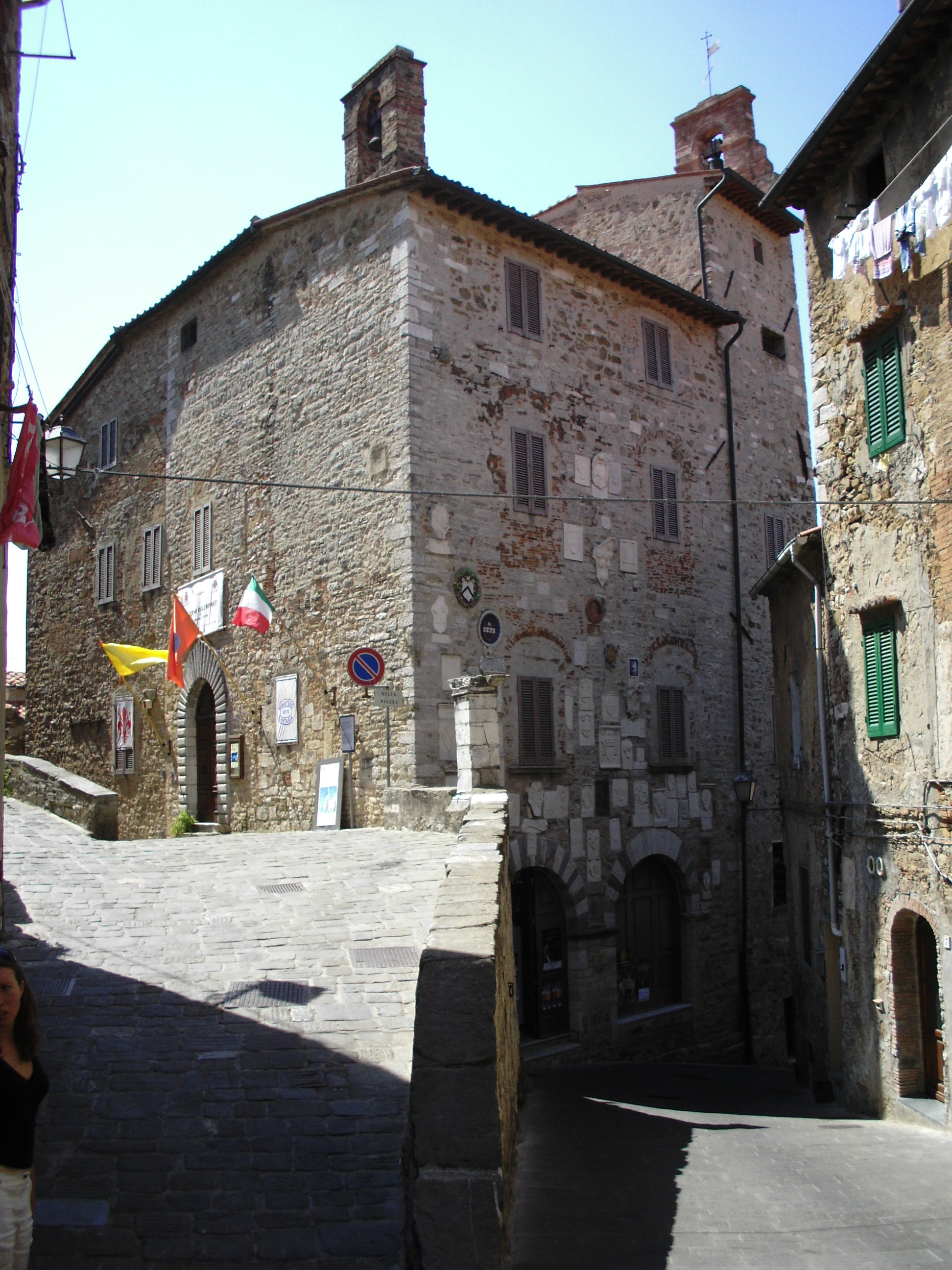
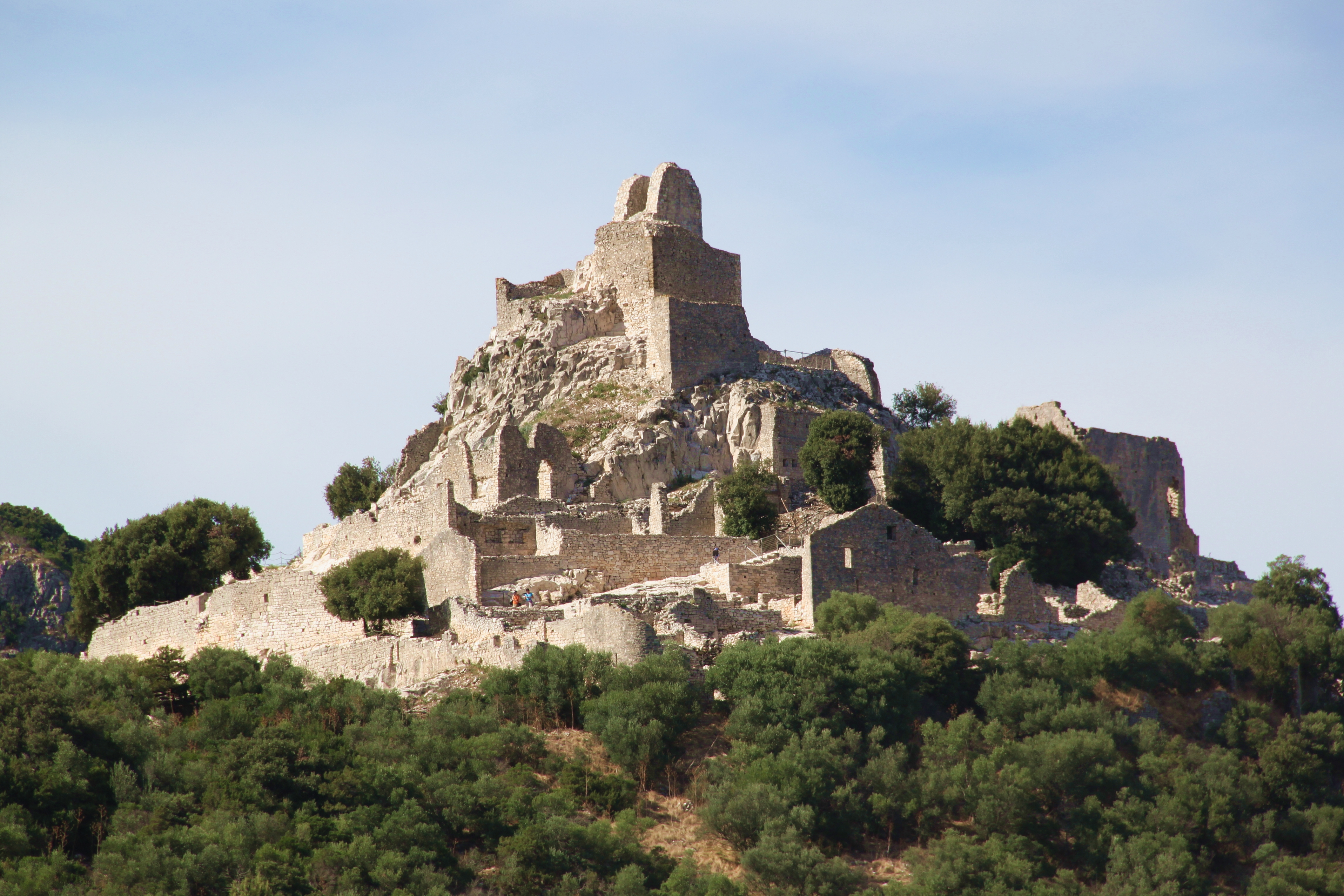
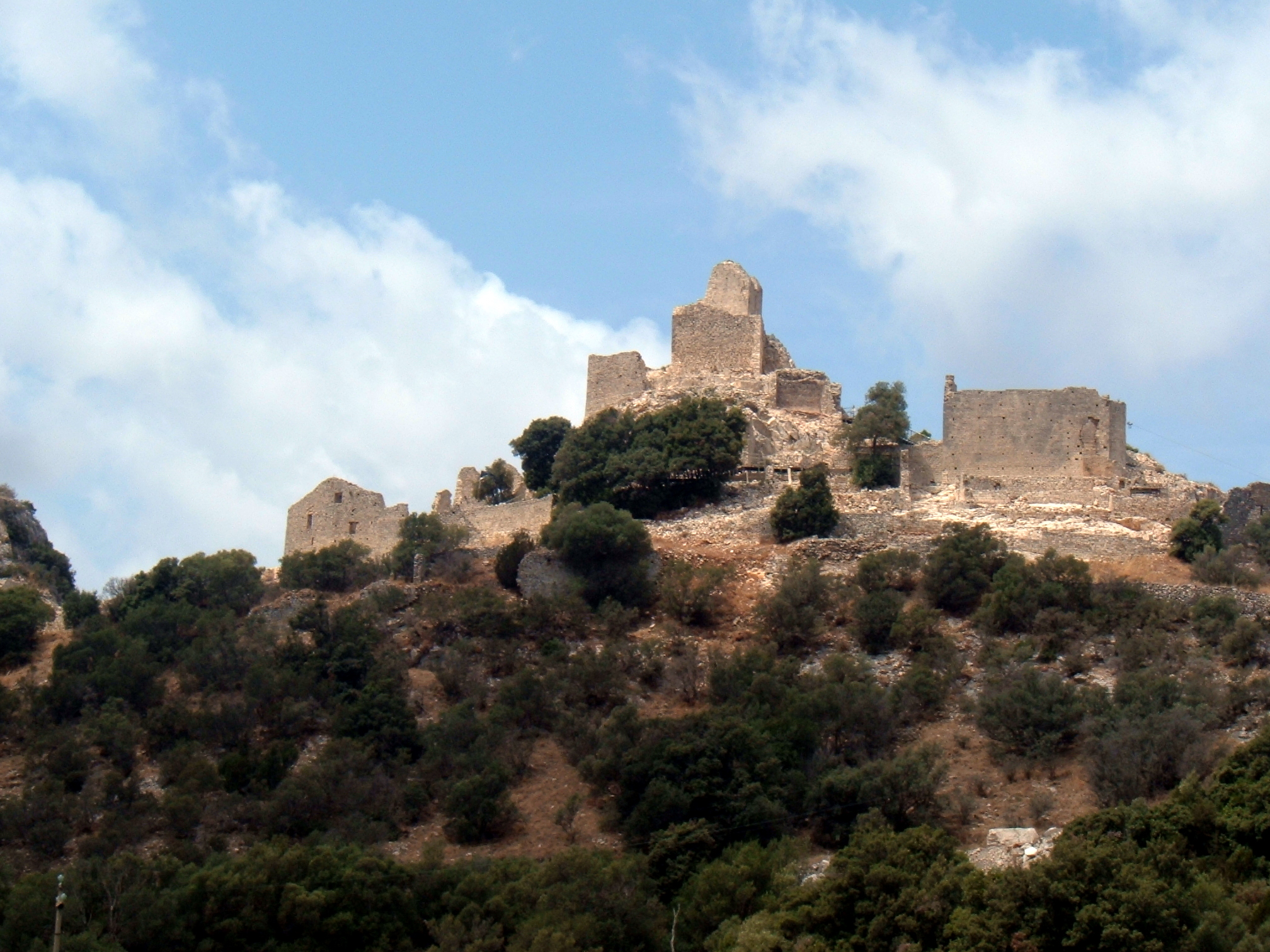
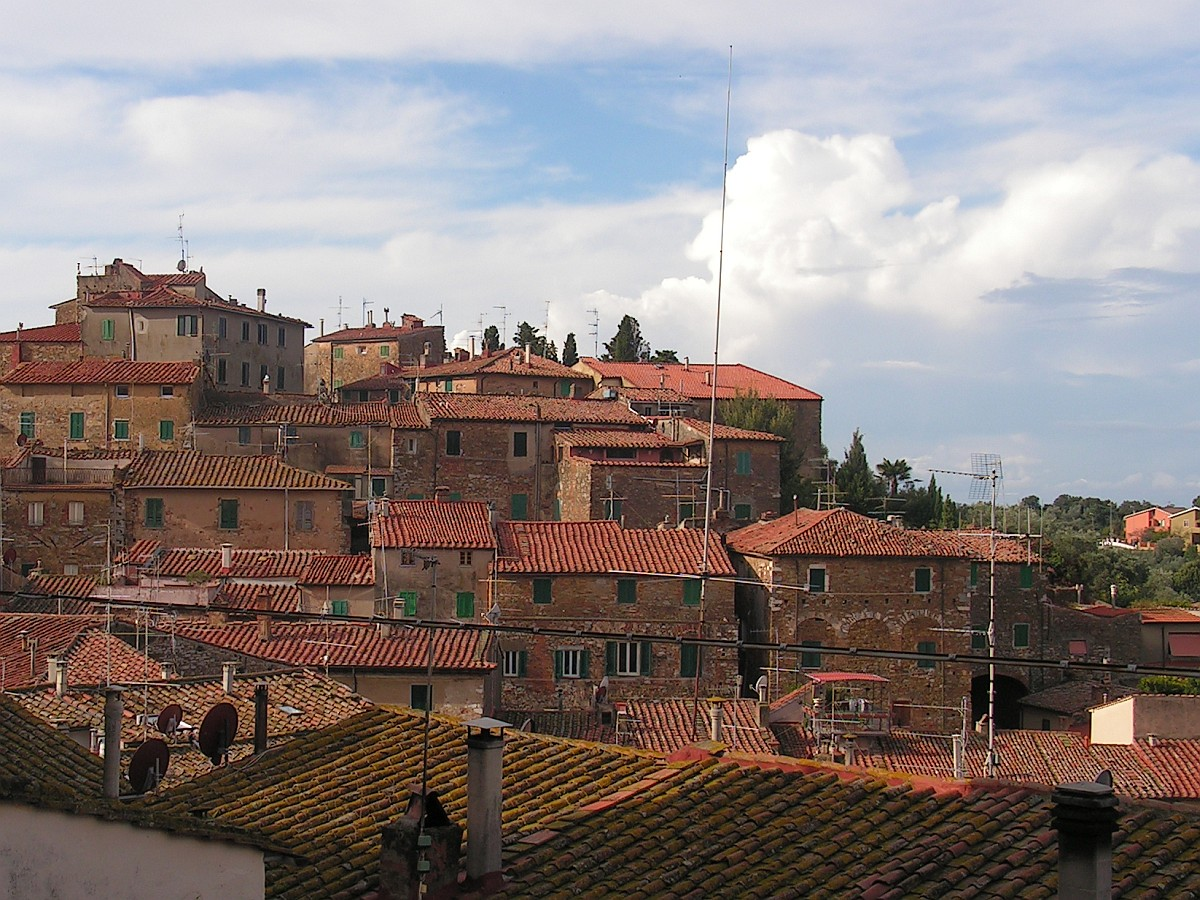

Bibbona · Campiglia Marittima · Campo nell'Elba · Capoliveri · Capraia Isola · Castagneto Carducci · Cecina · Collesalvetti · Livorno · Marciana · Marciana Marina · Piombino · Porto Azzurro · Portoferraio · Rio Marina · Rio nell'Elba · Rosignano Marittimo · San Vincenzo · Sassetta · Suvereto
1. ↑  https://demo.istat.it/?l=it.